# Josep Vaquer i Timoner
Josep Vaquer i Timoner (Maó, Menorca, 1 de juliol 1928 - 24 de març de 2020) fou un matemàtic menorquí.
Després d'estudiar a la Universitat de Barcelona i llicenciar-se en 1954 i obtenir el premi extraordinari, es va doctorar en matemàtiques el 1960 per aquesta universitat i obtingué la Càtedra de Geometria mètrica i Geometria diferencial a la mateixa UB. Treballà al Seminari Matemàtic d'Hamburg, amb el professor Ernest Witt, i a l'Institut Politècnic de Zuric sobre àlgebra i geometria diferencial. Col·laborà amb Josep Teixidor i Batlle en la modernització dels mètodes de l'ensenyament de la matemàtica a l'Estat espanyol, amb els cursos explicats a la Universitat de Barcelona des de 1958. D'ençà de l'any 1955 fou professor a la Facultat de Ciències, que més endavant es convertiria en la Facultat de Matemàtiques de la Universitat de Barcelona, de la qual fou catedràtic del 1961 fins a la seva jubilació el 1998 i també en fou degà entre els anys 1976 i 1978. A més, entre els anys 1991 i 1995 fou president de la Societat Catalana de Matemàtiques, filial de l'Institut d'Estudis Catalans. Fou membre agregat de l'IEC a partir de l'any 1978, i membre numerari d'ençà del 1989 a la Secció de Ciències i Tecnologia, de la qual fou tresorer fins al 1995. Fou també membre fundador de l'Institut Menorquí d'Estudis.
Destacà també en l'àmbit de la fe cristiana. Formà part del Secretariat d'Universitaris Cristians i participà en tasques de voluntariat a presons i amb les dones del Raval.

## Publicacions[3]
- Sobre el producto ordinal de dos conjuntos físicos
- Sobre la parte p-fundamental del grupo de Brauer
- Geometría diferencial de las familias de planos, juntament amb Josep Teixidor